# Wolfgang Grabo
Wolfgang Grabo (* 1935 in Kemberg) ist ein ehemaliger deutscher Radrennfahrer und nationaler Meister im Radsport.

## Sportliche Laufbahn
1955 bestritt er seine erste DDR-Rundfahrt für die Auswahl der SV Chemie und wurde 15. der Tour. Kurz zuvor war er hinter Rolf Töpfer Zweiter im Auswahlrennen um den Großen Diamant-Preis geworden. 1956 wurde er in die Nationalmannschaft Straßenradsport berufen und war im Kandidatenkreis für die Olympischen Sommerspiele 1956. Er wurde in jener Saison Zweiter im Tribüne Bergpreis. 1957 gewann er das Rennen Rund um Köln. Dabei kam er als Zweiter ins Ziel, der vor ihm liegende Walter Berens wurde disqualifiziert, weil er eine Abkürzung gefahren war. Grabo war der einzige Fahrer aus der DDR, der das Rennen gewinnen konnte. Kurz darauf wurde er als Vierter bester Deutscher in der Internationalen Saarland-Rundfahrt. 1957 gewann er die 1. Etappe der DDR-Rundfahrt und belegte den 6. Platz im Gesamtklassement. Ein Jahr später beendete er die Rundfahrt auf dem 8. Rang, 1959 wurde er 6. Cottbus–Görlitz–Cottbus konnte er 1958 für sich entscheiden.  
Grabo wurde 1958 DDR-Meister im Mannschaftszeitfahren mit seinem Verein SC DHfK Leipzig (u. a. mit Gustav-Adolf Schur und Bernhard Eckstein). 1961 bestritt er seine letzte Saison und gewann nochmals eine Etappe der DDR-Rundfahrt. 